# Подводные лодки типа «Платино»
Подводные лодки типа «Платино» (итал. Platino) — серия итальянских 600-тонных подводных лодок времён Второй мировой войны. Строились на верфях «Кантьери Риунити делль‘Адриатико» (CRDA), Монфальконе, «Одеро-Терни-Орландо» (ОТО М), Муджиано, Специя и «Този» (ТТ), Таранто. Всего построено 13 лодок, они вступили в строй в 1941—1942 годах. В боях на Средиземном море были потеряны 8 лодок этой серии.
Конструктивно отличались от лодок предыдущей серии уменьшенным размером боевой рубки (для уменьшения заметности и улучшения остойчивости) и более мощными дизелями. На трёх лодках, построенных верфью «Този», были установлены дизеля повышенной мощности, что повысило надводную скорость, однако вынудило отказаться от установки кормовых торпедных аппаратов.

## Список подводных лодок

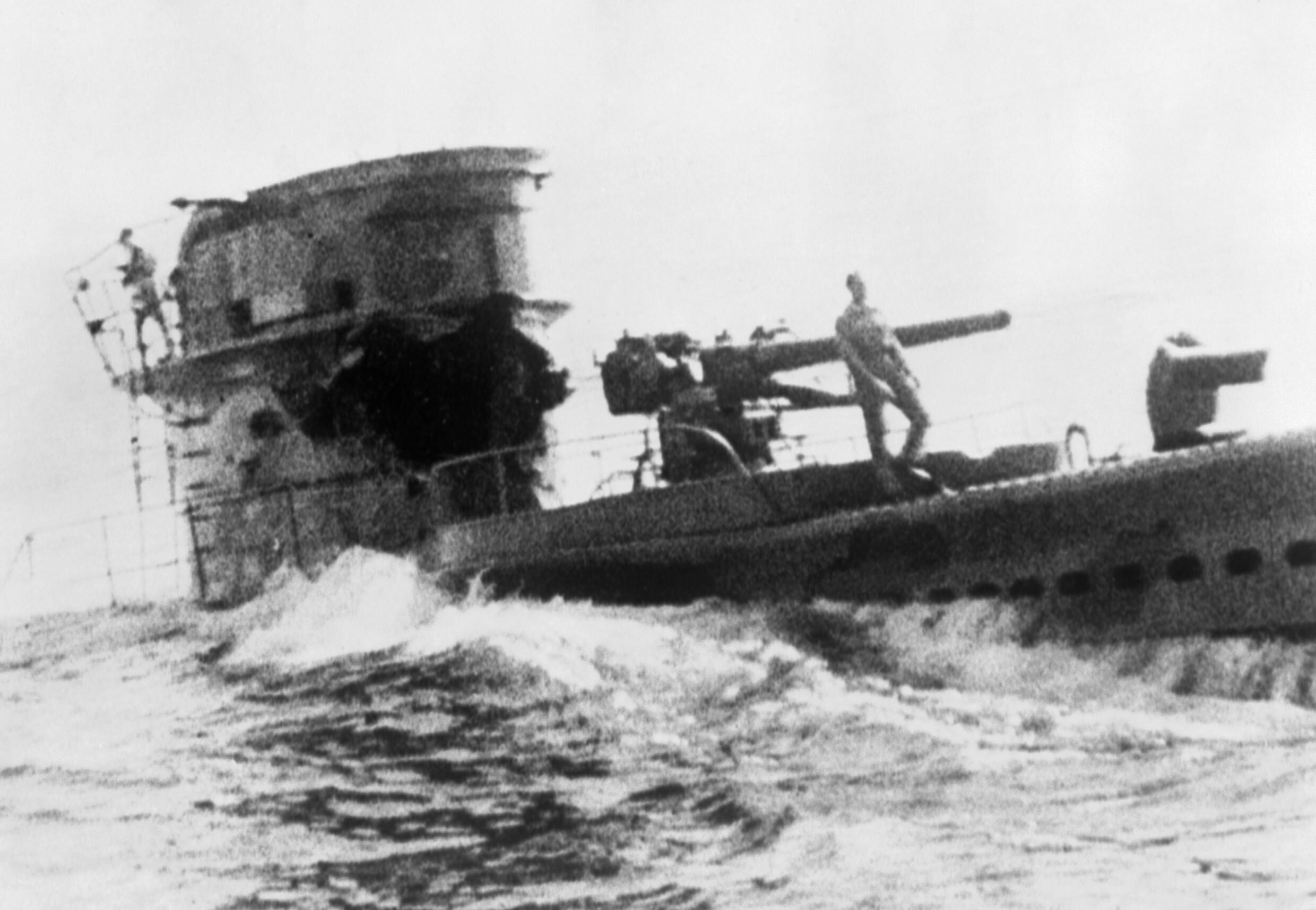
Подводная лодка "Кобальто", после атаки английского эсминца.

| Подводная лодка              | Верфь  | Спущена на воду | Начало службы | Конец службы |
| ---------------------------- | ------ | --------------- | ------------- | --- |
| Ачайо (итал. Acciaio)        | OTO M  | 20.7.1940       | 18.1.1942     | потоплена 13.7.43 севернее Мессинского пролива английской подводной лодкой Unruly                                      |
| Алабастро (итал. Alabastro)  | CRDA M | 18.12.1941      | 9.5.1942      | потоплена 14.9.42 на подходах к Филиппвилю английской авиацией                                                         |
| Ардженто (итал. Argento)     | TT     | 22.2.1942       | 16.5.1942     | потоплена 3.8.43 южнее Пантеллерии американским эскортным миноносцем Buck                                              |
| Астерия (итал. Asteria)      | CRDA M | 25.6.1941       | 8.11.1941     | затоплена экипажем 17.2.43 северо-западнее Бужи (Алжир) после атаки английских эскортных миноносцев Easton и Wheatland |
| Аворио (итал. Avorio)        | CRDA M | 6.9.1941        | 25.3.1942     | потоплена 9.2.43 в районе Бужи канадским корветом Regina                                                               |
| Бронзо (итал. Bronzo)        | TT     | 28.9.1941       | 2.1.1942      | сдалась 12.7.43 после боя с английскими тральщиками Boston, Cromarty, Poolе. Передана Франции, названа Narval          |
| Кобальто (итал. Cobalto)     | OTO M  | 20.7.1941       | 18.1.1942     | потоплена 12.8.42 возле Бизерты таранным ударом английского эсминца Ithuriel                                           |
| Гиада (итал. Giada)          | CRDA M | 10.7.1941       | 6.12.1941     | Модернизирована после войны. Списана 1.6.66                                                                            |
| Гранито (итал. Granito)      | CRDA M | 7.8.1941        | 3.1.1942      | потоплена 9.11.42 возле мыса Сан-Вито, Сицилия английской подводной лодкой Saracen                                     |
| Нихелио (итал. Nichelio)     | OTO M  | 12.4.1942       | 30.7.1942     | 7.2.49 передана СССР как Z-14                                                                                          |
| Платино (итал. Platino)      | OTO M  | 1.6.1941        | 2.10.1941     | списана 1.2.48 |
| Порфиде (итал. Porfide)      | CRDA M | 2.8.1941        | 24.1.1942     | потоплена 6.12.42 возле мыса Бон английской подводной лодкой Tigris                                                    |
| Вольфрамио (итал. Volframio) | TT     | 9.11.1941       | 15.2.1942     | затоплена 8.9.43 в гавани Специи, поднята немцами, в строй не вводилась, потоплена в 1944 году союзной авиацией        |